# Amazona frontblanca
L'amazona frontblanca (Amazona albifrons) és una espècie d'ocell de la família dels psitàcids que habita boscos, sabanes i terres de conreu de Mèxic i Amèrica central, per l'oest des del sud de Sonora fins a Jalisco, i des de Guerrero i la Península del Yucatán, cap al sud fins a Hondures.